# 双龙镇 (西峡县)
双龙镇，是中华人民共和国河南省南阳市西峡县下辖的一个乡镇级行政单位。

## 行政区划
双龙镇下辖以下地区：
小水村、东台子村、寨岗村、莎草沟村、瓦房庄村、山涧沟村、白果树村、汪坟村、伏岭村、化山峪村、土桥岗村、小集村、彪池村、十亩地村、西大沟村、石槽村、杨河村、后湖村、河南村、双龙村、宝玉河村和罐沟村。